# Contea di Buffalo (Dakota del Sud)
La contea di Buffalo (in inglese Buffalo County) è una contea dello Stato del Dakota del Sud, negli Stati Uniti. La popolazione al censimento del 2000 era di 2 032 abitanti. Il capoluogo di contea è Gann Valley.